# PGA Kampioenschap (Ulster)
Het PGA Kampioenschap van Ulster (PGA Ulster Championship) is een golftoernooi voor de leden van de Ierse PGA. Het is een tweedaags toernooi dat voorafgegaan wordt door een Pro-Am. Fred Daly won het toernooi acht keer. Er bestaat ook een Iers Nationaal PGA Kampioenschap.
| Jaar                                        | Baan                    | Winnaar                 | Score                   | Score                   | Info                    |
| PGA Ulster Championship                     | PGA Ulster Championship | PGA Ulster Championship | PGA Ulster Championship | PGA Ulster Championship | PGA Ulster Championship |
| ------------------------------------------- | ----------------------- | ----------------------- | ----------------------- | ----------------------- | ----------------------- |
| 1936                                        |                         | Fred Daly               |                         |                         |                         |
| 19..                                        |                         | Fred Daly               |                         |                         |                         |
| 19..                                        |                         | Fred Daly               |                         |                         |                         |
| 19..                                        |                         | Fred Daly               |                         |                         |                         |
| 19..                                        |                         | Fred Daly               |                         |                         |                         |
| 19..                                        |                         | Fred Daly               |                         |                         |                         |
| 19..                                        |                         | Fred Daly               |                         |                         |                         |
| 19..                                        |                         | Fred Daly               |                         |                         |                         |
| 1992                                        |                         | Darren Clarke           |                         |                         |                         |
|                                             | Blackwood Golf Club     |                         |                         |                         |                         |
| 2000                                        | Blackwood Golf Club     | Phillip Collins         | 135                     | -7                      |                         |
| 2001                                        | Templepatrick           | John Dwyer              | 138                     | -6                      |                         |
| 2002                                        | Templepatrick           | Leslie Walker           | 137                     | -7                      |                         |
| 2003                                        | Castle Hume Golf Club   | Leslie Walker           | 137                     | -7                      |                         |
| 2004                                        | Castle Hume Golf Club   | David Higgins           | 136                     | -6                      |                         |
| 2005                                        | Castle Hume Golf Club   | Simon Thornton          | 141                     | -1                      |                         |
| 2006                                        | Castle Hume Golf Club   | Damian Mooney           | 131                     | -11                     |                         |
| 2007                                        | Castle Hume Golf Club   | Mark Staunton           | 138                     | -4                      |                         |
| 2008                                        | Castle Hume Golf Club   | Eamonn Brady            | 135                     | -7                      |                         |
| 2009                                        | Castle Hume Golf Club   | Barrie Trainor          | 134                     | -8                      |                         |
| 2010                                        | Castle Hume Golf Club   | Barrie Trainor          | 139                     | -3                      |                         |
| 2011                                        | Templepatrick           | James Quinlivan         | 138                     | -6                      |                         |
| 2012                                        | Templepatrick           | Niall Kearney           | 132                     | -12                     |                         |
| HBE Risk Management PGA Ulster Championship |                         |                         |                         |                         |                         |
| 2013                                        | Templepatrick           | Niall Kearney           | 137                     | -7                      |                         |
| 2014                                        | Templepatrick           | 24-25 september         |                         |                         |                         |